# Medaglia di Gianfrancesco I Gonzaga
La medaglia di Gianfrancesco I Gonzaga fu realizzata in bronzo dall'artista italiano Pisanello verso il 1439-1440 e misura 10 cm di diametro. 

## Storia
Dopo aver coniato la celebre medaglia di Giovanni VIII Paleologo (1438), ristabilendo la tradizione di effigiare personaggi viventi come nelle monete dell'Impero Romano, Pisanello divenne molto richiesto dalle corti italiane, creando una ventina di medaglie. 
Tra le prime ci fu proprio quella per il primo marchese di Mantova, Gianfrancesco I Gonzaga, al potere dal 1433. L'opera viene attribuita al 1439-1440 quando Pisanello si trovava a Mantova e partecipò all'assedio di Verona al seguito del Gonzaga e del condottiero Niccolò Piccinino, al quale fu pure dedicata una medaglia.

## Descrizione
L'opera, dai chiari intenti celebrativi, è virtuosamente esente da una retorica troppo artificiosa, riuscendo a sottolineare l'autorità del signore con un misurato ricorso ad elementi decorativi.
Sul recto è effigiato di profilo il Gonzaga in forma di busto girato a sinistra, con un vistoso cappello e l'abito ornato a riprodurre un prezioso damasco. Vi si leggono le iscrizioni CAPIT MAXI ARMIGERORVM ("Capitano sommo dell'esercito"), PRIMVS MARCHIO MANTVE ("primo marchese di Mantova") e al centro il nome in latino IOHANES FR ANCISCVS / DE GON ZAGA.
Sul verso si vede lo stesso marchese in armatura, con un cappello ancora più grande e col bastone del comando a cavallo, al passo a sinistra, su di un prato fiorito. In alto si vede un battente di forma polilobata, che ha essenzialmente la funzione di riempire uno spazio che doveva sembrare troppo vuoto. Dietro di lui si trova un altro caavaliere raffigurato di tergo, una chiara citazione del recto della medaglia di Giovanni VIII Paleologo. Se il cavaliere mostra dalla fattura più rozza, straordinario è il cavallo in scorcio, che applica le regole dello stiacciato ben prima del soggiorno padovano di Donatello (dal 1443). I due cavalli sono perfettamente contrapposti, con un senso volumetrico grandioso e con un accurato controbilanciamento delle figure: l'elmo del paggio infatti ne ingrandisce la figura quanto basta perché sia in equilibrio proporzionale con quella del signore. In alto, nel poco spazio rimasto a disposizione, si legge la scritta OPVS PISANI PICTORIS ("opera del pittore Pisan[ell]o").